# 五分後の世界
『五分後の世界』（ごふんごのせかい）は、村上龍の小説。幻冬舎から1994年3月に刊行された。
第二次世界大戦から現代に至るまで米軍を中心とする連合軍と戦争を継続している平行世界の日本を描くことで、現代日本に対する強烈なメッセージを秘めた作品である。村上龍はあとがきにおいて「最高のものになった」としているように、作者の代表的な「看板作品」である。
作品中の日本国土の分割統治については、日本の分割統治計画をベースとしていると思われるが、中国とイギリスの支配計画地域が変更（イギリスが四国地方、中国が西九州）されている。
1996年には続編である『ヒュウガ・ウイルス 五分後の世界II』が発表されている。2001年にはゲーム版が発売された。「ヒュウガ・ウイルス」のその後の世界が舞台となっている。
本稿では『五分後の世界』、『ヒュウガ・ウイルス 五分後の世界II』について述べる。

## 五分後の世界

### あらすじ
箱根でジョギングをしていたはずの小田桐はふと気がつくと、どこだか解らない場所を集団で行進していた。そこは5分のずれで現れた「もう一つの日本」だった。「もう一つの日本」は地下に建設され、人口はたった26万人に激減していたが、第二次世界大戦終結後も民族の誇りを失わず、駐留している連合国軍を相手にゲリラ戦を繰り広げていた。

### 登場人物
小田桐（オダギリ アキラ）
少年時代に育ての親である叔父をスパナで半殺しにして家を出た後、AV製作会社の社長や違法スレスレの賭博や犯罪などで生きる。その経緯ゆえかヤマグチら地下司令部にゲリラとしての能力を見出され、日本国（以下アンダーグラウンドと称する）に招待される。その後の戦闘ではミズノ少尉と共に生き延び、また自らもその世界において生きる決意をする。結婚はしていないが幾人かの女性と同棲したことがあり、現世ではジュンコという名の元AV女優と同棲していた。ジュンコの前の愛人の影響でクラシック音楽に造詣がある。
ヤマグチ
日本国地下司令部の司令官。カリスマ的な指導と言動で世界にその名を知られる。父はニューギニアに派兵された陸軍の二百三十八部隊の一人。アンダーグラウンドの行政に関わる48人委員会の一人で、オダギリをアンダーグラウンドに招待した。オムライスが好物というお茶目な面もある。
マツザワ・アヤコ少尉
アンダーグラウンドで小田桐を案内した女性将校、28歳。母親と父親との3人暮らしで、戦死した兄を持つ。飛び抜けて美しいというわけではないが、その全身からあふれる女性らしさに小田桐は心奪われる。
ミズノ少尉
ワカマツ護衛任務の指揮官としてライフル分隊に同行する20代前半の士官。人懐こい笑顔を時折見せ、サッカーのミッドフィルダーのような体格をしている。アサルトライフル、グレネードランチャー、短銃身ショットガン等の銃器を携行している。ライフル分隊のその後の戦闘でナガタと共に手榴弾の爆風に巻き込まれる。目に重傷を負いながらも生き延びる。
ワカマツ（若松）
アンダーグラウンドが世界に誇る音楽家。シンセサイザーを操る。「48人委員会」の一人でもあり、兵士でもある。アンダーグラウンドの誇りと共に活動するそのスタンスゆえに世界中に熱狂的なファンを持つ。オールド・トウキョウで催されるコンサートのためにライフル分隊の護衛のもと向かう。エイジリアン・ポリリズムという独自の音楽スタイルを提唱している。
タケヒラ軍曹
ひげをはやした胸板の厚いライフル分隊の分隊長。歳は20代後半。アサルトライフルにロケットランチャー（M72 LAW）、グレネードランチャーと重武装をしている。その後の戦闘で奮闘するが米軍の重迫撃砲の至近弾を受け戦死する。
ナガタ
ライフル分隊に属する20代前半の兵士。タケヒラ軍曹と共にミズノ少尉の副官的な役割を担う。その後の戦闘で米軍の包囲網突破に成功するが、非国民村訪問後に密かに投げられた手榴弾により爆死。
クリハラ
ライフル分隊に属する20代前半の兵士。スナイパーライフル（USSR ドラグノフ）を携行する狙撃兵。その後の戦闘で重迫撃砲の砲撃により重傷を負う。作中では生死の区別は書かれていないが、「その時が来るまで撃ち続けるだろう」「クリハラの狙撃音が止んだ」の記述から失血死したものと思われる。
ヤマナカ
ライフル分隊に属する20代前半の兵士。グレネードランチャー（M203）を装着したM16を携行し、オールド・トウキョウ潜入時、ネズミの群れに閃光弾を撃ちこんだ。その後の戦闘で突然の機銃掃射を受け戦死。
ミヤシタ
ライフル分隊に属する20代前半の兵士。分隊の中で最も若い。身体の動作が素早く、オールド・トウキョウの準国民本部で小田桐に拳銃が向けられた際、風のように動いてその手首を捻りあげた。その後の戦闘でコバヤシと2人で米軍基地の偵察に向かった後、手榴弾により負傷する。作中では生死の区別は書かれていない。
コバヤシ
ライフル分隊に属する20代前半の兵士。スペイン語に通じ、オールド・トウキョウ潜入時に通訳をした。その後の戦闘でミヤシタと米軍基地の偵察に向かった後、手榴弾により戦死する。
女
小田桐が準国民矯正施設で出会った混血児の女。オールド・トウキョウのラテンアメリカ・ジャンクションに生まれ、オールド・トウキョウに一つしかないという大学で薬化学を学んでいたという。準国民に志願したが、向現に詳しかったために調査官に疑われ、ダクト製造ラインで労働を強いられていた。異世界から来た小田桐の流暢な日本語に困惑し（「古い映画のような話し方」この世界の日本における日本語は語学としての側面が強く、言外や文脈を読み取るものや、俗にいう「べらんめえ口調」はほぼ使用されていない）騒ぎを起こしたために小田桐と共にトンネルの落盤補修工事の現場へ連行される。
坂本悟大佐
旧日本陸軍ニューギニア部隊の一人。1944年11月帰国後、戦争経験を生かし大日本帝国司令部と相反する地下帝国の建造に着手。1945年7月に憲兵との衝突で戦死。
中嶋龍一少尉
坂本大佐と共に、地下帝国建設に従事。
小沢一生中佐
坂本大佐亡き後、遺志を継ぎ地下帝国建造を指揮。

## ヒュウガ・ウイルス
読み込まれた資料に基づく、かなり詳細なウイルス設定が終章の圧巻である。ただし、ウイルスの因子については架空の設定である。

### あらすじ
UGに接触したCNN記者のキャサリン・コウリーは、UGの細菌戦特殊部隊への同行を求められる。その目的は、九州に存在する超高級リゾート地域「ビッグ・バン」の北にある村で発生した、奇妙な筋痙攣後に吐血して死ぬというウイルスの発生源を壊滅させる任務であった。

### 「五分後の世界」との共通性について
- 設定世界は共通するものの、地下司令官のヤマグチを除き、共通の登場人物はない。
- 主人公はアンダーグラウンドを訪れたCNN女性記者であり、前作の小田桐のように転送されて来た人物ではない。

### 登場人物
キャサリン・コウリー
ヒロイン。CNNの記者で、元恋人にジャドソン・カワカミと言う日系人がいる。彼のUGへの憧れの理由と出世の為に日本へ来た。

#### UG軍細菌戦特殊部隊
オクヤマ中佐
生化学戦の専門家であり、細菌戦特殊部隊の最高責任者。ビッグ・バンに潜入する部隊を生物細胞内に侵入するレトロウイルスになぞらえる。モリ、コヤマ、アライを直属の部下に持つ。40代後半。
モリ
オクヤマの部下。
コヤマ
オクヤマの部下。UGを憎んでいるレイとの交渉役に抜擢される。
アライ
オクヤマの部下。
ノダ中尉
オクヤマの部隊の実戦指揮をとる。30代前半。
ワタベ少尉
ノダの副官。20代後半。グレネードランチャー、AKアサルトライフル、銃身を切り詰めた中折れ式横二連のショットガンを装備。
ミツイ
ノダの部下。混血。グレネードランチャー、60ミリ軽迫撃砲を装備。コウリーの護衛、サポートを務める。ウイルスに感染する。
ハタナカ
ノダの部下。AKアサルトライフル、ロケットランチャーを装備。
ナガノ
ノダの部下。AKアサルトライフル、ロケットランチャーを装備。
アカマツ
ノダの部下。AKアサルトライフル、多用途機関銃を装備。
ハタナカ
ノダの部下。AKアサルトライフル、多用途機関銃を装備。
オカダ
ノダの部下。ドラグノフ、スパイバーライフルを装備。
サクマ
ノダの部下。グレネードランチャー、60ミリ軽迫撃砲を装備。
マルヤマ

#### オサカ
クン・マニア
オサカで手広く商売を行う華僑の商人。躁病。

#### 旧四国（旧英国領）
レイ
音楽プロデューサー。化学製鉄所を改装したスタジオに住んでいる。発狂しており、コンビナートの地下に住み着いている浮浪者の悲鳴を録音・編集して「音楽」を作っている。
リチャード
ファーイーストコロニアルにたむろする少年グループの一人。オクヤマの部隊をレイのスタジオに案内する。顔に深い傷跡を刻んでいる。UGに強い憧れを持っており、UGの入れ墨を刺している。

#### ビッグ・バン
ジェリー・エラー少佐
陸軍感染症医学センターの将校。米軍のビッグ・バン封鎖部隊の指揮官だったが、発狂した部隊によるクーデターのために実権を失っている。
ポール・フランコ中尉
ビッグ・バン特A地区警備チームのチーフ。元陸軍特殊部隊で細菌・生物兵器の知識があり、ビッグ・バンの異変にいち早く気付いて空港を封鎖した。軍に復帰し、封鎖部隊の指揮を取っていた。
ジャン・モノー
フランス人の少年。眼に失明に至る病を患っており、角膜移植をする為にビッグ・バンの医療コンプレックスに入院していた。ヒュウガ・ウイルスに感染していたが、ビッグ・バンでの感染者で唯一生き残った。父は指揮者らしい。彼の証言から、人類がヒュウガ・ウイルスに対抗するための本質が明らかになっていく。

## 用語解説
アンダーグラウンド（UG）
地下を拠点に活動するもうひとつの日本国。大日本帝国は広島・長崎に対する原子爆弾投下後も無条件降伏を拒否し、引き続く各都市への原子爆弾の投下、本土決戦による大量殺戮を受けて崩壊。海外の戦地から帰還した少数の将校が旧長野の地下大本営を極秘に増強し、司令部を移した。地上の本土を植民地化しているアメリカ・ソビエト（ロシア）・中国・英国に対して無数に張り巡らされた地下トンネルを用いてゲリラ戦を仕掛け続けている。国民の人口は26万人。高い技術力と教育水準を保ち、世界中の羨望を集めている。兵士達は高い戦闘能力と規律に満ちた行動を取り世界から恐れられている一方で、スパイなどに対して容赦無く殺害する冷酷な一面を覗かせる。
トンネル
アンダーグラウンドの地下空間を構成するトンネル。司令部・居住施設等の人間が生活する空間、トロッコ等が運行する輸送路、換気口などが無数に存在する。司令部を含めた居住空間は地下2300メートルにあり、何百もの層に分かれ、全体的に天井の高さが低いが窮屈さを感じないとされている。
準国民
アンダーグラウンドでは、地上で生活している人々を地下の26万人の国民に対して非国民として区別している。準国民は、非国民が国民ゲリラ兵士になるための準備段階である。数年間過酷な労働や単純な戦闘を経験し、特に秀でた功績の者だけが国民ゲリラ兵士になることを許される。オールドトウキョウ、オサカ、旧長野、旧新潟を始めとした地上のスラムなどからアンダーグラウンドに憧れた混血児達が志願している。アンダーグラウンドでは人種・民族の差別は存在せず、黒人や朝鮮人、中国人、被差別部落出身者であっても実力次第で国民に昇格することができるが、その選別システムのためにアンダーグラウンドに部外者が潜入することは不可能に近い。
向現
アンダーグラウンドの生化学研究所がゲリラ兵士の戦闘用に開発した向精神薬。連結する特定の受容体やニューロンを持たず、脳の辺縁系全体と皮質に作用し、いわば「意志に作用する」。アンダーグラウンドはその製造方法を秘匿しており、また製造には極めて高度な技術が必要とされているために、アンダーグラウンドでしか製造することはできない。簡素な紙製のパッケージに収められた錠剤だが、アンダーグラウンド以外の世界では高額で取引され、通貨としても運用されている。
オールドトウキョウ
かつて東京であった地域に形成された世界最大のスラム街。様々な人種と民族がビバリーヒルズ・ポケット、ウェストボンベイ、イーストボンベイ、ラテンアメリカ・ジャンクション、ベイエリア、セント・クリストファー・チャイナタウン、サザンクロス、ノーザンクロスなどの地区に別れて生活している。貧富の差が激しく、スラムの内部、スラム同士で暴動が頻発している。国連軍が統治している事になっているが、準国民本部を通じてアンダーグラウンドが実権を握っている。
オサカ
かつて大阪であった都市。スラム化したオールドトウキョウを避けた華僑の商人がフリーマーケットを建設した。旧ソ連軍・アンダーグラウンドとのゲリラ戦の対応で手が回らなかった国連軍が管理を怠ったため、無法下のフリーマーケットは世界最大規模に拡大。ありとあらゆる日用品にくわえて、非合法の商品が取引されている。各民族が地区ごとに対立しているオールドトウキョウと違い、オサカはクン・マニアの指導によって用途ごとにゾーニングされており、各エスニシティが混在して生活することで暴動の発生を防止している。アンダーグラウンドは向現を用いて華僑と通じることで、様々な物資を手に入れた。
ビッグ・バン
九州南部に建設されたリゾート都市。リゾート開発とスラム化の段階を経て徐々に内陸に開発が進み、最奥の特A地区に先端技術を提供する医療・療養コンプレックスが建設された。ビッグ・バンは全域の地下に地熱を循環させるパイプラインが埋設されており、人工的に気温を上昇させられている。ビッグ・バンへのアクセスは空路しか用意されておらず、富裕層はオサカでジェットをチャーターし、海上に建設された空港からビッグバンへ入ることになる。
非国民村
地上に集落を築き、劣悪な環境下で生活する人々。実は元在郷軍人会や本土決戦時の義勇軍の生き残りの子孫であり、能や短歌などの伝統文化を尊ぶ。しかしその本質は卑屈であり、状況次第で国連軍にもアンダーグラウンドにも荷担する。日の根村、ヒュウガ村などは非国民村である。
ヒュウガ・ウイルス
元はヒュウガ村でたびたび流行していたウイルスがビッグ・バンで突然変異し生まれた。初期は皮膚下での出血による赤い斑点、中期は様々な水ぶくれができ出血、後期に筋肉の異常収縮により骨がねじ曲がる（ロシアンマンボ＝作品内の通称）を起こし、アナフィラキシーショックによる細胞の破壊で死亡する。フィロウィルスの亜種らしい。オクヤマの分析によれば、圧倒的な危機感をエネルギーに変える作業を日常的に繰り返してきたものだけがヒュウガ・ウイルスから生還できるという。

## 年表
作品中に記載のある『五分後の世界』の歴史をまとめる。小説版、ゲーム版の主人公の活動年は記載がないため各作品の発売年と見なした。1945年8月9日の長崎への原爆投下までは以下に記載のあるものを除き、現実の日本の歴史と同じ。
- 1945年7月 旧日本軍の技術者の地下司令部への移動開始。憲兵と交戦。
- 1945年8月19日 小倉へ原爆投下。
- 1945年8月26日 新潟へ原爆投下。
- 1945年9月11日 舞鶴へ原爆投下。
- 1945年11月3日 アメリカ軍南九州上陸開始。
- 1946年2月 アメリカ軍九州占領。
- 1946年3月 ソ連軍の北海道東北上陸。アメリカ軍関東上陸。
- 1946年6月 アメリカ軍東京制圧。大日本帝国解体。
- 1946年8月 連合国による「第二次世界大戦終結宣言」。日本の人口は戦争開始前の8000万人から5000万人まで激減。
- 1946年12月 日本の人口が2300万人まで減少。
- 1946年 天皇一家、スイスへ移住。
- 1947年2月 ソビエト連邦軍による東北ブロック化政策。アメリカとの緊張が発生。
- 1947年10月 東北戦争（ソ連・アメリカによる戦争）～1949
- 1949年10月西九州戦争（アメリカ・中国による戦争）～1953
- 1950年 アメリカ・イギリス・中国による日本民族殲滅を目的とした技術移民開始。
- 1951年3月 日本の人口が1000万人を割り込む。
- 1957年 UGから竹内剣次大尉を中心とした6人のゲリラがキューバに派遣され、カストロ率いる反乱軍に合流。キューバ革命を成功に導く。
- 1962年 英による技術移民政策中止。日本の占領政策から完全撤退。これにより四国がスラム化。中国区（西九州）と中国本土との関係悪化。
- 1967年 ベトナム戦争のテト攻勢をUGが支援。報復措置としてアメリカが長野の地下に小型戦術核を8回炸裂させる。
- 1972年 アインシュタイン（史実では1955年没）を含む訪問団がUG地下司令部を視察。
- 1983年 UG「国民登録制度」スタート、これにより準国民、非国民が活躍状況により国民へ登録可能となる（オダギリ登場の11年前という設定）。
- 1989年5月20日 ヤマグチを中心とするUG精鋭12名により、四国のSAS一個中隊が58分で全滅。新聞報道される。
- 1994年 オダギリが五分後の世界へ迷い込む（『五分後の世界』小説版の舞台）。
- 1996年 キャサリン・コウリーがUGを訪問し、UGの細菌戦に同行（『ヒュウガ・ウイルス 五分後の世界II』の舞台）。
- 2001年 サカキ・サトルが五分後の世界へ迷い込む（『五分後の世界』ゲーム版の舞台）。